# Misao Fujimura
Misao Fujimura (jap. 藤村 操 Fujimura Misao; ur. 1886, zm. 22 maja 1903) – japoński student filozofii i poeta, znany w okresie Meiji, ale szerzej omawiany w XX i XXI wieku. Zginął śmiercią samobójczą. Na drzewie obok wodospadu Kegon w Parku Narodowym Nikkō, gdzie skoczył w przepaść, pozostawił list samobójczy w formie wiersza. Jego recytowanie stało się tragiczną tradycją wśród młodych ludzi, którzy chcą popełnić samobójstwo. Ten motyw wykorzystał Tōru Fujisawa w mandze Great Teacher Onizuka, gdzie jedna z bohaterek, Urumi Kanzaki, chcąc popełnić samobójstwo, recytuje wiersz, przechadzając się po torach.